# Ami Suzuki
Ami Suzuki (jap. 鈴木 亜美 Suzuki Ami; ur. 9 lutego 1982 w Zama) – japońska piosenkarka, autorka tekstów piosenek, modelka i tancerka.
Suzuki była popularna w latach 1998–2000, ale po problemach prawnych jej popularność w Japonii spadła. Max Matsuura – producent muzyczny Avex Trax – podpisał z nią kontrakt i Ami wróciła na scenę muzyczną.

## Dyskografia
Albumy Sony Music Japan
- 1999: SA
- 2000: Infinity Eighteen vol.1
- 2000: Infinity Eighteen Vol.2

Albumy avex trax
- 2005: Around the World
- 2007: Connetta
- 2008: Dolce
- 2008: Supreme Show
- 2011: Ami Selection
- 2013: Snow Ring

## Filmografia
Filmy
- 2006: Rainbow Song
- 2007: XX -Makyo Densetsu-

Seriale TV
- 2000-2001: Fukaku Mogure - Hakkenden
- 2007: Skull Man
- 2007: Magnolia no Hana no Shitade
- 2007: Itsumo Kimochi ni Switch wo
- 2008: Oishii Depachika
- 2009: Ohitorisama (TBS 2009)
- 2009: LOVE GAME (odc.3)
- 2010: Face Maker (gościnnie)
- 2011: Ouran High School Host Club (odc.1)

## Nagrody
1998
- All Japan Request Awards – Best New Artist
- The Japan Record Awards – Best New Artist
- The Japan Record Awards – Gold Prize – "all night long"

1999
- All Japan Request Awards – Grand Prix
- The Japan Record Awards – The Award

2000
- Japan Gold Disc Award – Pop Album of the Year – "SA"

2001
- Japan Gold Disc Award – Pop Album of the Year -"infinity eighteen vol.1"

2005
- The Beauty Week Award – Best Female Singer
- Best Hit Song Festival Gold Prize – Best Pop Artist
- The Japan Record Awards – Best New Artist
- The Japan Record Awards – Gold Prize – "Eventful"